# دوبلوویتسه
دوبلوویتسه (به چکی: Dublovice) یک منطقهٔ مسکونی در جمهوری چک است که در ناحیه پریبرام واقع شده‌است.